# 외부신

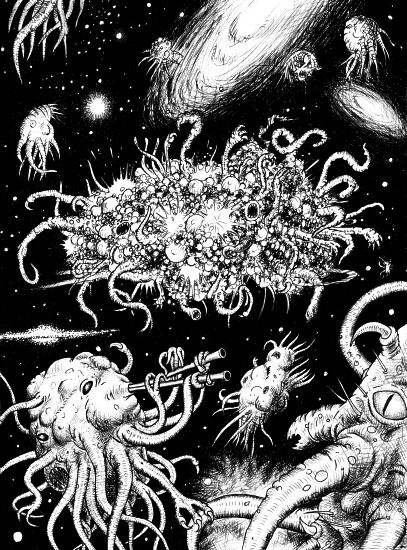
중앙의 아자토스와 주변을 맴도는 외부신들

외부신(Outer Gods)은 하워드 필립스 러브크래프트의 크툴후 신화에 등장하는 가상의 존재들이다. 위대한 고대의 존재들과 달리 외부신들은 보다 강력하며, 우주적 범주에서 활동한다. 신화의 일부 작가들은 이 두 집단을 이미 구분지었으나 "외부신"이라는 어휘를 최초로 사용한 것은 《크툴후의 부름 RPG》에서이다. 그러나 외부신과 위대한 고대의 존재 사이의 구분은 항상 명확하지만은 않으며, 일부 비평가들은 이러한 구분을 전혀 사용하지 않는다.
이 외부신들은 우주의 중심에 위치한 "악마 술탄" 아자토스에 의해 지배되며, 한 무리의 외부신들이 악마적인 피리소리에 맞춰 아자토스의 주변을 돌며 춤추고 있다. 아자토스의 궁정에 있는 것으로 알려진 외부신들은 "푸른 불꽃"의 툴챠(Tulzscha)와 아마도 "숲 속의 검은 염소" 슙-니구라스이다. 요그-쇼토스는 아자토스와 함께 지배하며 모든 공간과 시간에 존재하지만 어떠한 이유로 현재는 우주 밖에 봉인되어 있다. "기어다니는 혼돈" 니알랏호텝은 외부신들의 아바타이자 영혼이며, 이러한 신들과 그 추종자들 사이의 매개로 활동한다. 니알랏호텝은 외부신들 가운데 성격을 지닌 유일한 존재이다.

### 목록
- 니알랏호텝(Nyarlathotep), 기어오는 혼돈, 우글거리는 혼돈, 아자토스의 전령, 검은 자
- 다올로스(Daoloth), 베일을 주는 자
- 슙-니구라스(Shub-Niggurath), 천 마리 새끼를 가진 숲의 검은 염소, 이름 말해져선 안될 자의 아내
- 아자토스(Azathoth), 만에 있는 '그', 악마 술탄, 혼돈의 중심에서 끓는 자
- 요그-쇼토스(Yog-Sothoth), 하나로 모두인 자, 넘어선 자, 길을 여는 자
- 우보-사틀라(Ubbo-Sathla), 낳아지지 못한 자, 창조주
- 이름없는 안개(Nameless Mist) / 마그눔 인노미안둠(Magnum Innominandum)
- 히드라(The Hydra), 천 개의 얼굴을 가진 달, 모르모(Mormo)